# Тігама

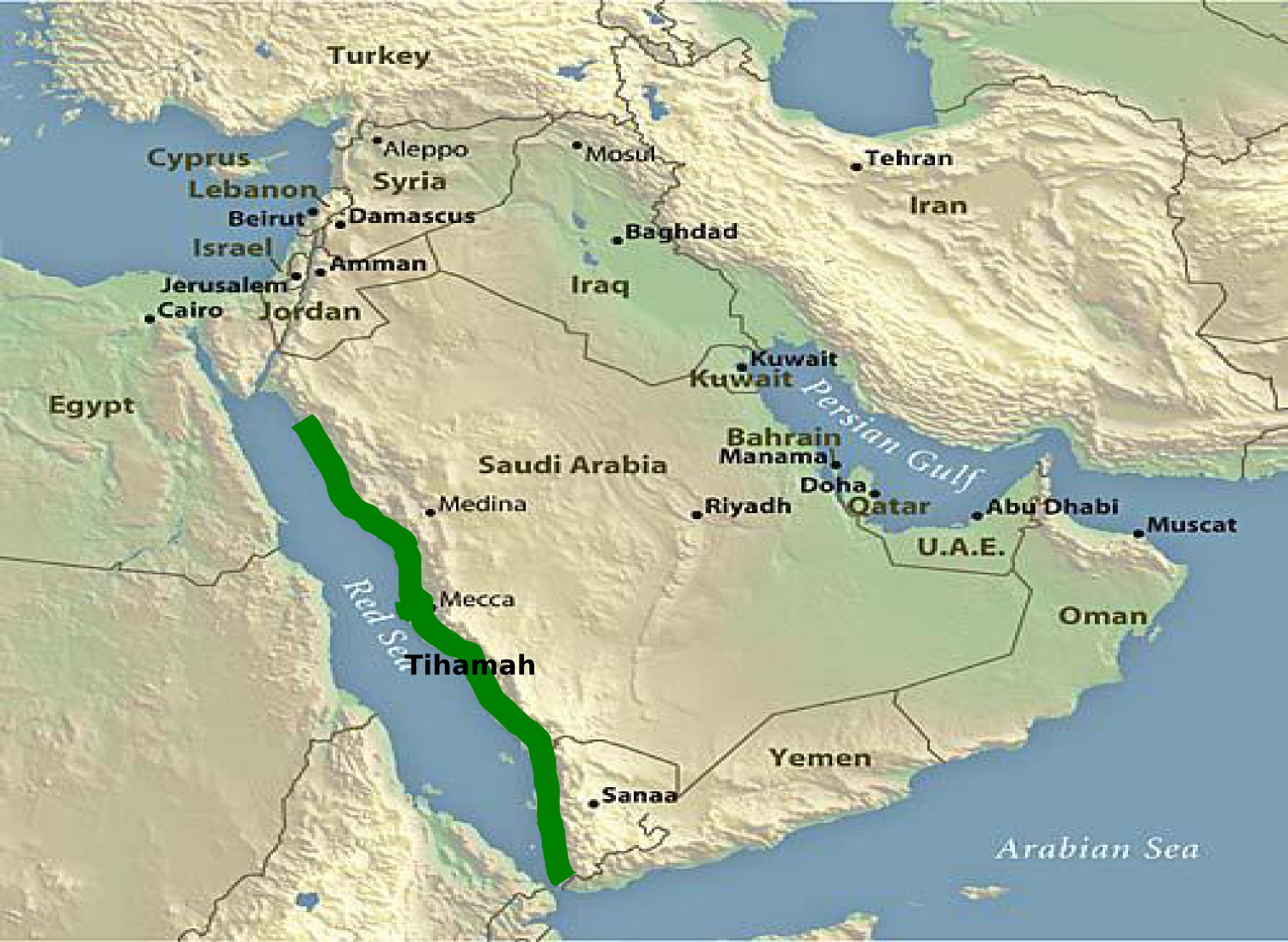
Тігама на карті.

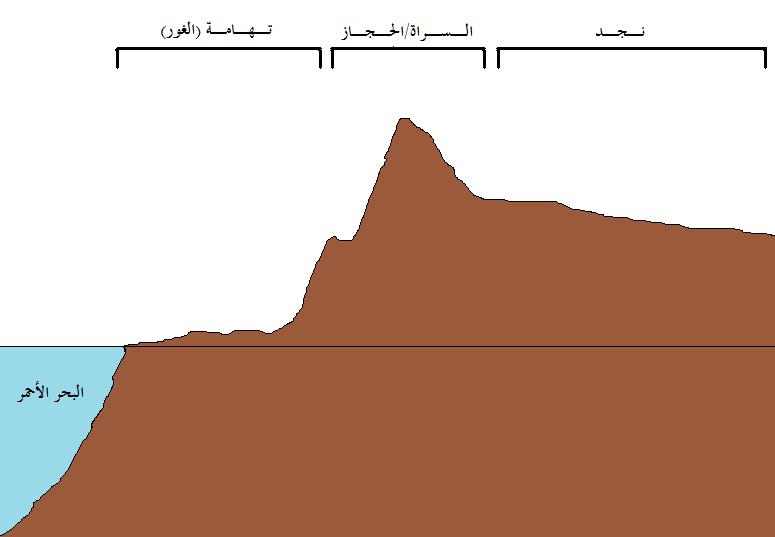
Як сходяться гори центрального Ємену і Тігама. Переріз.

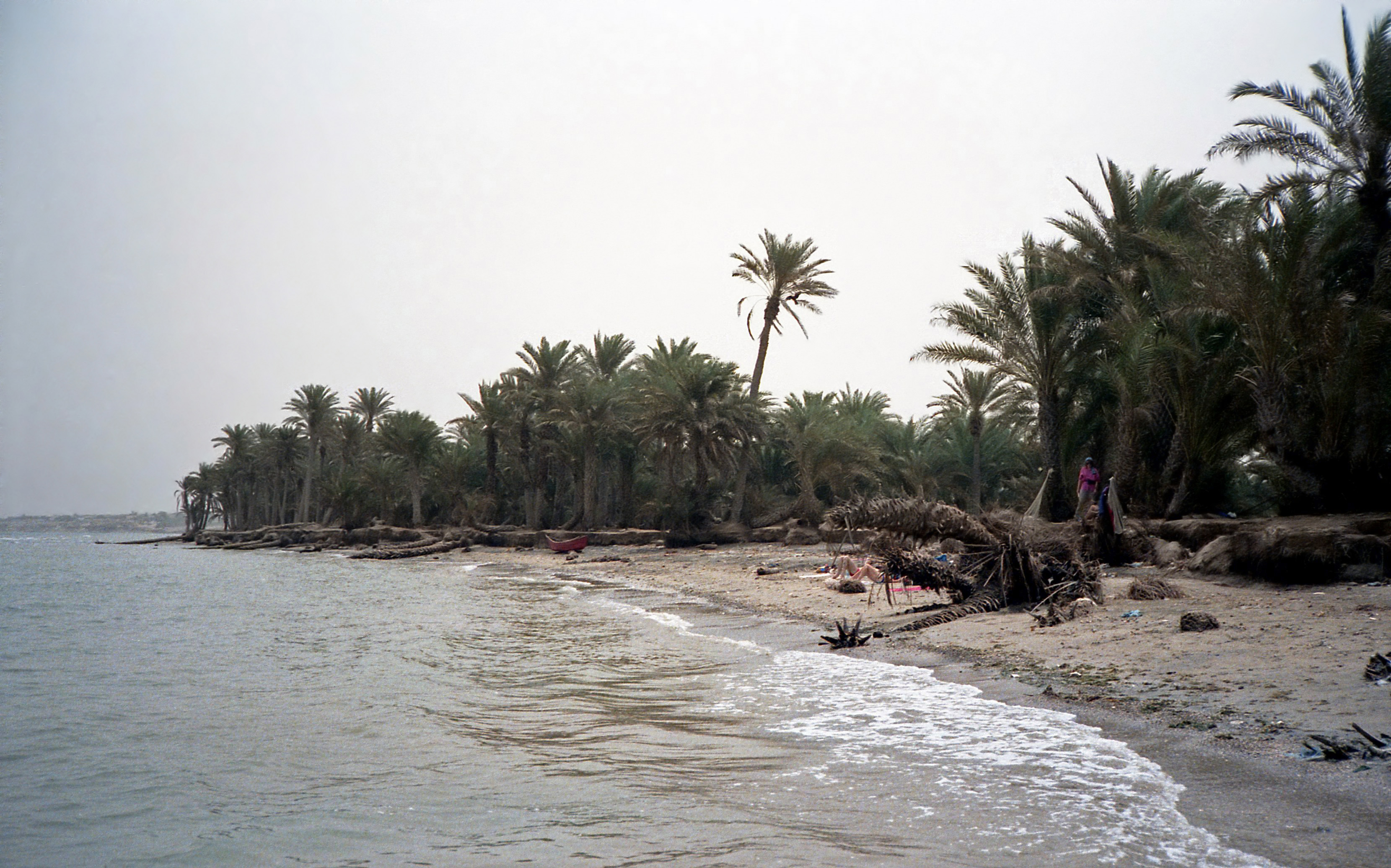
Тігама

22° пн. ш. 40° сх. д. / 22° пн. ш. 40° сх. д.
Тігама (араб. تهامة) — переважно піщана пустеля, яка займає ділянку берегової слабонахиленої рівнини на заході та південному заході Аравійського півострова, між Червоним морем і передгір'ями хребтів Ель-Гіджаза та Ель-Асіра в межах Саудівської Аравії та Ємену. Ширина цієї прибережної пустелі коливається від 5 до 70 км. Поверхня місцями перерізується окремими скельними останцями та численними сухими руслами — ваді, що перетинають її із заходу на схід. Деякі з них живляться опадами, що випадають у горах Ель-Асір, і мають постійний стік.
Клімат тропічний, пустельний. Опадів випадає незначна кількість — менше 100 мм. Середньорічна температура — +22...+24 °C, а температура найспекотнішого місяця, липня, перевищує 30 °C. Зимові температури ненабагато відрізняються від літніх. Часті вітри викликають піщані бурі та тумани, але майже не приносять дощів. Близькість моря, затиснутого між пустелями, визначає виключно високу вологість повітря в Тігамі, роблячи клімат важким.

## Історія
У XVII столітті голландці та англійці створили в районі порту Моха кавові факторії; французи й португальці намагалися зміцнитися в Тігамі силою. Під час єгипетської експедиції 1798—1801 років англійська місія генерала Вілсона (1799) намагалася домогтися від імама згоди на розміщення в Ємені англійських військ. Європейська експансія сприяла посиленню сепаратистських тенденцій єменських феодалів.
На початку XIX століття райони Ємену вздовж узбережжя зазнали нашестя ваххабітів, а в 1818 році імамат втратив Тігаму, зайняту єгипетськими військами. У 1840 році, після евакуації єгиптян, Тігама відійшла під владу шерифів міста Абга (обл. Асір), в 1849 році в ній була відновлена влада османської адміністрації.
У роки війни англійські війська окупували єменський острів Камаран (1915) і Тігаму (у тому числі місто-порт Годейда, яке в 1921 році Англія передала Асіру); виник англо-єменський конфлікт 1918—1928 років. Гірський Ємен був блокований, його зовнішньоторговельні зв'язки перервані. Південні райони стали театром постійних зіткнень англійських військ і племен Ємену.
У 1919 році Ях'я Мухаммед Гамід ад-Дін, який проголосив себе королем Ємену, остаточно розірвав васальні відносини з Османською імперією. Держава Яг'ї бін Мухаммеда займала в той час гірський Ємен та стала центром об'єднавчого руху єменських племен. У 1925 році була звільнена Годейда і решта території Тігама.